# Oscar Klefbom
Oscar Klefbom (ur. 20 lipca 1993 w Karlstad) – szwedzki hokeista występujący na pozycji obrońcy w Edmonton Oilers z National Hockey League (NHL). Wybrany przez tę drużynę z 19. numerem w pierwszej rundzie NHL Entry Draft 2011. Reprezentant kraju, występował w drużynie „Trzech Koron” podczas mistrzostw świata w 2015 roku.
11 marca 2014 zadebiutował w NHL w spotkaniu z Minnesota Wild. 20 września 2015 przedłużył kontrakt z klubem z Edmonton o 7 lat.

## Statystyki

### Sezon zasadniczy i play-off
| 2009–10     | Färjestad BK         | J18 Elit    | 19  | 6  | 10 | 16 | 1  | —  | — | — | — | — |
| 2010–11     | Färjestad BK         | SEL         | 23  | 1  | 1  | 2  | 2  | —  | — | — | — | — |
| 2011–12     | Färjestad BK         | SEL         | 33  | 2  | 0  | 2  | 4  | 11 | 0 | 1 | 1 | 2 |
| 2012–13     | Färjestad BK         | SEL         | 11  | 0  | 3  | 3  | 2  | —  | — | — | — | — |
| 2013–14     | Oklahoma City Barons | AHL         | 48  | 1  | 9  | 10 | 10 | 2  | 0 | 1 | 1 | 4 |
| 2013–14     | Edmonton Oilers      | NHL         | 17  | 1  | 2  | 3  | 0  | —  | — | — | — | — |
| 2014–15     | Oklahoma City Barons | AHL         | 9   | 1  | 7  | 8  | 4  | —  | — | — | — | — |
| 2014–15     | Edmonton Oilers      | NHL         | 60  | 2  | 18 | 20 | 4  | —  | — | — | — | — |
| 2015–16     | Edmonton Oilers      | NHL         | 30  | 4  | 8  | 12 | 6  | —  | — | — | — | — |
| 2016–17     | Edmonton Oilers      | NHL         | 82  | 12 | 26 | 38 | 6  | 12 | 2 | 3 | 5 | 0 |
| 2017–18     | Edmonton Oilers      | NHL         | 66  | 5  | 16 | 21 | 18 | —  | — | — | — | — |
| SHL łącznie | SHL łącznie          | SHL łącznie | 67  | 3  | 4  | 7  | 8  | 11 | 0 | 1 | 1 | 2 |
| NHL łącznie | NHL łącznie          | NHL łącznie | 255 | 24 | 70 | 94 | 34 | 12 | 2 | 3 | 5 | 0 |

### Międzynarodowe
| Rok                | Drużyna            | Turniej            | Wynik              | M  | G | A | Pkt | Min |
| ------------------ | ------------------ | ------------------ | ------------------ | -- | - | - | --- | --- |
| 2010               | Szwecja            | U17                | 1st                | 6  | 1 | 3 | 4   | 2   |
| 2011               | Szwecja            | MŚ U18             | 1st                | 6  | 1 | 3 | 4   | 4   |
| 2012               | Szwecja            | MŚJ                | 1st                | 6  | 1 | 1 | 2   | 2   |
| 2015               | Szwecja            | MŚ                 | 5                  | 8  | 1 | 3 | 4   | 4   |
| Juniorskie łącznie | Juniorskie łącznie | Juniorskie łącznie | Juniorskie łącznie | 18 | 3 | 7 | 10  | 8   |
| Seniorskie łącznie | Seniorskie łącznie | Seniorskie łącznie | Seniorskie łącznie | 8  | 1 | 3 | 4   | 4   |